# Melleruds samrealskola
Melleruds samrealskola var en realskola i Mellerud verksam från 1928 till 1972.

## Historia
Skolan inrättades som högre folkskola 1920 och ombildades 1 juli 1927 till en kommunal mellanskola. 
Denna ombildades från 1945 successivt till Melleruds samrealskola. 
Realexamen gavs från 1928 till 1972.
De äldre skolbyggnaden stod klar 1927 och revs 1986.